# رمز علامة تجارية مسجلة
رمز العلامة التجارية المسجلة هو دائرة بها حرف R (®) يرمز إلى أن الكلمة أو الرمز السابقان هما علامة تجارية أو علامة خدمة سُجلت في المصلحة الحكومية المنوطة بتسجيلها. وفي بعض الدول، يمنع القانون استخدام علامة تجارية مُسجلة لشكل ليس مُسجل رسميًا في أي دولة.